# Ruder-Europameisterschaften 1909
Die 17. Ruder-Europameisterschaften wurden am 22. August 1909 auf der Seine in Juvisy-sur-Orge nahe der französischen Hauptstadt Paris ausgetragen. Wie bereits im Vorjahr wurden Medaillen in fünf Bootsklassen vergeben.

## Ergebnisse
| Bootsklasse           | Gold | Silber | Bronze                                                                                       |
| --------------------- | --- | --- | -------------------------------------------------------------------------------------------- |
| Einer                 | Teodoro Mariani | Gaston Delaplane | Jozef Hermans                                                                                |
| Doppelzweier          | Belgien Daniël Clarembaux Georges Desenfrans                                                                            | Frankreich Gaston Delaplane François Rocchesani | Deutsches Reich                                                                              |
| Zweier mit Steuermann | Italien Scipione Del Giudice Luigi Emellini Giuseppe Mion (Steuermann)                                                  | Frankreich Mégrat Profit | Deutsches Reich                                                                              |
| Vierer mit Steuermann | Italien Scipione Del Giudice Luigi Emellini Mario Tres Brenno Del Giudice Giuseppe Mion (Steuermann)                    | Belgien Rodolphe Poma Oscar Dessomville Polydore Veirman Stanislas Kowalski Raphael Van der Waeren (Steuermann)                                                     | Schweiz Albert Breuleux L. Peter Th. Schmid P. Ottiker E.-W. von Seckendorff (Steuermann)    |
| Achter                | Frankreich Roche Herbinet Gaston Delaplane Gaston Mountot Hermann Barrelet Motto Marius Lejeune G. Lejeune (Steuermann) | Italien Scipione Del Giudice Luigi Emellini Tullio Rosada Italo Sambo Mario Tres Curzio Del Giudice Alfredo Stranieri Brenno Del Giudice Giuseppe Mion (Steuermann) | unklar, ob noch weitere Boote teilnahmen, die Quelle listet keine weiteren Medaillengewinner |

## Medaillenspiegel
| Platz  | Land            | Gold | Silber | Bronze | Gesamt |
| ------ | --------------- | ---- | ------ | ------ | ------ |
| 1      | Italien         | 3    | 1      | –      | 4      |
| 1      | Frankreich      | 1    | 3      | –      | 4      |
| 2      | Belgien         | 1    | 1      | 1      | 3      |
| 3      | Deutsches Reich | –    | –      | 2      | 2      |
| 4      | Schweiz         | –    | –      | 1      | 1      |
| Gesamt | Gesamt          | 5    | 5      | 4      | 14     |